# إيمانويل بوخمان
إيمانويل بوخمان (بالألمانية: Emanuel Buchmann) (و. 1992  م) هو راكب دراجة هوائية، من ألمانيا، ولد في رافنسبورغ، شارك في ركوب الدراجات في الألعاب الأولمبية الصيفية 2016، وسباق طواف فرنسا 2017، يلعب كمتخصص التسلق ‏.

## سباقات أو مراحل فاز بها
| التاريخ        | السباق                                       | المركز                   |
| -------------- | -------------------------------------------- | ------------------------ |
| 13 مايو 2012   | طواف أذربيجان 2012                           | السادس في التصنيف العام  |
| 30 أغسطس 2014  | تور دي أفينير 2014                           | السابع في التصنيف العام  |
| 07 سبتمبر 2014 | Okolo Jižních Čech 2014                      |                          |
| 26 يوليو 2015  | سباق طواف فرنسا 2015                         | التاسع في تصنيف أفضل شاب |
| 21 فبراير 2016 | طواف عمان 2016                               | الرابع في تصنيف أفضل شاب |
| 15 مارس 2016   | تيرينو ادرياتيكو 2016                        | العاشر في تصنيف أفضل شاب |
| 24 يوليو 2016  | طواف فرنسا 2016                              | الثالث في تصنيف أفضل شاب |
| 31 يوليو 2016  | Rad am Ring 2016                             | الرابع في التصنيف العام  |
| 27 يناير 2017  | تروفيو سيرا دي ترامونتانا 2017               | السادس في التصنيف العام  |
| 11 فبراير 2017 | فولتا مورسيا 2017                            | العاشر في التصنيف العام  |
| 26 فبراير 2017 | طواف أبو ظبي 2017                            | الثامن في تصنيف أفضل شاب |
| 25 يونيو 2017  | بطولة ألمانيا لسباق الدراجات على الطريق 2017 |                          |
| 01 فبراير 2019 | تروفيو بولينسا-أندراتكس 2019                 | الأول في التصنيف العام   |
| 31 يناير 2020  | تروفيو سيرا دي ترامونتانا 2020               | الأول في التصنيف العام   |
| 25 يونيو 2023  | سباق الطريق للرجال في بطولة ألمانيا 2023     |                          |

## روابط خارجية
- إيمانويل بوخمان على موقع الاتحاد الدولي للدراجات (الإنجليزية)
- إيمانويل بوخمان على موقع أرشيف الدراجات (الإنجليزية)
- إيمانويل بوخمان على موقع إحصائيات الدراجات الإحترافية (الإنجليزية)
- إيمانويل بوخمان على موقع نسبة الدراجات (الإنجليزية)
- إيمانويل بوخمان على موقع CycleBase (الإنجليزية)
- إيمانويل بوخمان على موقع اللجنة الأولمبية الدولية (الإنجليزية)
- إيمانويل بوخمان على موقع أوليمبيديا (الإنجليزية)
- إيمانويل بوخمان على موقع اللجنة الأولمبية الألمانية (الألمانية)